# William Anin
William Anin (Schœlcher, 2 novembre 1980) è un ex calciatore francese martinicano, di ruolo centrocampista.

## Caratteristiche tecniche
Era un mediano.

## Carriera

### Nazionale
Ha debuttato in nazionale il 1º dicembre 2002, in Isole Cayman-Martinica (0-3). Ha partecipato, con la nazionale, alla CONCACAF Gold Cup 2003. Ha collezionato in totale, con la maglia della nazionale, due presenze.

## Palmarès

### Club

#### Competizioni nazionali
- Campionato martinicano di calcio: 2

Club Franciscain: 2002-2003, 2012-2013
- Coppa della Martinica: 3

Club Franciscain: 2002-2003, 2011-2012
Case Pilote: 2009-2010